# Naval Scare von 1884
Der Naval Scare von 1884 (deutsch "Marine-Schrecken von 1884") war ein politisches Ereignis in Großbritannien. Wie bei anderen Naval Scares auch, handelte es sich bei dem "Scare" von 1884 um einen Zustand öffentlicher Hysterie und Panik im Vereinigten Königreich, der sich aus der Befürchtung ergab, dass die Überlegenheit der britischen Flotte gegenüber den Flotten anderer europäischer Mächte gefährdet sei.

## Verlauf
Der Scare von 1884 wurde durch einen alarmistischen Bericht des Journalisten W.T. Stead in der Pall Mall Gazette ausgelöst. In seinem Artikel "The Truth about the Navy" warnte Stead vor der angeblichen Schwäche der britischen Flotte und wies darauf hin, dass Frankreich bereits über eine ähnliche Anzahl erstklassiger Schlachtschiffe verfüge wie das Vereinigte Königreich. Zudem beschwor er die Gefahr eines französisch-deutschen Zusammengehens und damit einer Überlegenheit einer vereinten "franko-preußischen Flotte" gegenüber den britischen Seestreitkräften. Bei seinem – übertriebenen – Artikel stützte Stead sich auf Informationen, die er von dem späteren Flottenchef John Arbuthnot Fisher, damals noch Captain, erhalten hatte. 
Der Artikel löste eine kurzzeitige Massenpanik in der britischen Bevölkerung aus, die um die maritime Suprematie des Vereinigten Königreichs und damit um das Fortbestehen des wichtigsten Stützpfeilers des britischen Empires fürchtete. Die britische Regierung reagierte auf die Befürchtungen von Presse und Öffentlichkeit, indem sie £5.4 Millionen für neue Schiffsbauten und Kohledepots zur Verfügung stellte. Der Naval Scare von 1884 trug mit zur Verabschiedung des Two-Power-Standards von 1889 bei, der besagte, dass die britische Flotte mindestens ebenso stark sein müsse, wie die beiden nächstgroßen Flotten zusammen. So hoffte man, der 1884 beschworenen Gefahr eines Zusammengehens der beiden nächststarken Rivalen wirksam entgegenwirken zu können.